# Travis Reed
Travis Wayne Reed (Los Angeles, 6 agosto 1979) è un ex cestista statunitense.

## Palmarès

### Squadra
- Campionato olandese: 1

Donar Groningen: 2003-04
- Coppa d'Olanda: 1

Donar Groningen: 2005

### Individuale
- MVP Lega Baltica: 1

Kalev/Cramo: 2006-07